# 符曉薇
符曉薇（英語：Leanne Fu Hiu Mei，1985年10月27日—），香港女模特兒、電視及電影演員，藝人陳柏宇的妻子。

## 簡歷
符曉薇自中三起开始做模特兒，2011年因拍攝電影《喜愛夜蒲》與香港男歌手陳柏宇認識，其後發展為情侶，雙方更公開承認戀情；2017年7月二人結婚。符曉薇曾就讀佛教慧遠中學，後來在伯裘女子中學重讀中三，並於該校完成中五課程。她在校時為反叛學生，但因改過自新而成為2003年萬鈞教育基金的得獎人。可以獲得到紐西蘭參觀和學習的機會。。

## 個人生活
2017年7月2日，符曉薇與香港男歌手陳柏宇註冊結婚，二人2018年9月25日誕下長女陳羿辰（Abigail）。符曉薇2020年5月懷有第二胎，但經檢查發現為宮外孕，左邊輸卵管亦已爆裂，須即時進行手術終止懷孕並切除左邊輸卵管。符曉薇於2021年第三度懷孕，但產檢發現胎兒患有愛德華氏症，並於懷孕13週時人工流產。符曉薇於2022年10月宣布再度懷孕，並順利於2023年3月10日誕下二女陳星晴（Audrey）。

## 演出

### 電影
- 2005年：早熟
- 2006年：我老婆是老大3 飾 新娘
- 2007年：出埃及記 飾 報案室女警
- 2011年：喜愛夜蒲
- 2011年：夢遊
- 2011年：寒戰 飾 高級督察
- 2012年：我老婆唔夠秤2：我老公唔生性 飾 泳池邊的女孩
- 2015年：花街柳巷

## 廣告
- PCCW
- PCCW – I Love Tuen Mun
- 安安衛生巾
- 香港上海滙豐銀行
- 機管局宣傳片
- Heineken Angels Summer Promotion
- 港鐵公司
- Tony & Guy
- BJ Hair
- Goldenway Precious Metals Limited Image Girl
- 可口可樂公司

## 外部連結
- 符曉薇的新浪微博
- 符曉薇的Instagram帳戶